# Levantamento de peso nos Jogos Pan-Americanos de 1995
As competições de levantamento de peso nos Jogos Pan-Americanos de 1995 foram realizadas em Mar del Plata, Argentina. Esta foi a décima segunda edição do esporte nos Jogos Pan-Americanos, tendo sido disputado apenas entre os homens.

## Masculino

### Até 54 kg
| POSIÇÃO | FINAL                              |
| ------- | ---------------------------------- |
|         | Jesús Aparicio (CUB)               |
|         | Juan Carlos Fernández Garzón (COL) |
|         | Orlando Vásquez (NIC)              |

### Até 59 kg
| POSIÇÃO | FINAL                         |
| ------- | ----------------------------- |
|         | William Vargas Trujillo (CUB) |
|         | Bryan Jacob (USA)             |
|         | Roger Berrio Hernández (COL)  |

### Até 64 kg
| POSIÇÃO | FINAL                           |
| ------- | ------------------------------- |
|         | Idalberto Aranda Quintero (CUB) |
|         | Gustavo Majauskas (ARG)         |
|         | Henry Blanco (VEN)              |

### Até 70 kg
| POSIÇÃO | FINAL              |
| ------- | ------------------ |
|         | Rafael Gómez (CUB) |
|         | Eine Acevedo (COL) |
|         | Tim McRae (USA)    |

### Até 76 kg
| POSIÇÃO | FINAL                               |
| ------- | ----------------------------------- |
|         | Pablo Lara Rodríguez (CUB)          |
|         | Álvaro Augusto Velasco Alzate (COL) |
|         | Walter Llerena (ECU)                |

### Até 83 kg
| POSIÇÃO | FINAL                         |
| ------- | ----------------------------- |
|         | Julio César Luña Fermín (VEN) |
|         | Eduardo Moreno (CUB)          |
|         | Erlyn Mena (COL)              |

### Até 91 kg
| POSIÇÃO | FINAL                                  |
| ------- | -------------------------------------- |
|         | Carlos Alexis Hernández Calderón (CUB) |
|         | Darío Lionel Lecman (ARG)              |
|         | Tomas Gough (USA)                      |

### Até 99 kg
| POSIÇÃO | FINAL                   |
| ------- | ----------------------- |
|         | Alexander Fonseca (CUB) |
|         | Claudio Henschke (ARG)  |
|         | Peter Kelley (USA)      |

### Até 108 kg
| POSIÇÃO | FINAL               |
| ------- | ------------------- |
|         | Wes Barnett (USA)   |
|         | Osvaldo Bango (CUB) |
|         | Pedro Marin (VEN)   |

### Mais de 108 kg
| POSIÇÃO | FINAL                 |
| ------- | --------------------- |
|         | Modesto Sánchez (CUB) |
|         | Mark Henry (USA)      |
|         | Mario Martinez (USA)  |

## Quadro de medalhas
| Posição | Nação              | Ouro | Prata | Bronze | Total |
| 1       | CUB Cuba           | 8    | 2     | 0      | 10    |
| 2       | USA Estados Unidos | 1    | 2     | 4      | 7     |
| 3       | VEN Venezuela      | 1    | 0     | 2      | 3     |
| 4       | COL Colômbia       | 0    | 3     | 2      | 5     |
| 5       | ARG Argentina      | 0    | 3     | 0      | 3     |
| 6       | ECU Equador        | 0    | 0     | 1      | 1     |
| 6       | NCA Nicarágua      | 0    | 0     | 1      | 1     |